# Игра на карти (филм, 1896)
„Игра на карти“ (на френски: Une partie de cartes) е френски късометражен ням филм от 1896 година. Това е първия филм, заснет от Жорж Мелиес, като той самият взема участие в него, заедно с брат си Гастон и дъщеря си Жоржет. Както и останалите ранни творби на Мелиес, „Игра на карти“ копира вече създадени от братята Люмиер филми. Снимките на филма протичат в двора на дома на Мелиес в Монтрьой.

## Сюжет
Трима мъже седят покрай една маса, двама от тях играят карти, докато третият пуши и чете вестник. Мъжът, който не играе карти извиква млада жена и ѝ казва нещо, след което тя се връща, носейки бутилка вино и три чаши. Той взима чашите и ги сервира на себе си и приятелите си. След като отпиват от виното, мъжът прочита на глас статия от вестника, което кара другите двама мъже да започнат да се смеят.

## В ролите
- Жорж Мелиес като мъжът, който не играе карти
- Гастон Мелиес като единият мъж, който играе карти
- Жоржет Мелиес като младата жена[2]